# Про історичну єдність росіян та українців
«Про історичну єдність росіян та українців» (рос. Об историческом единстве русских и украинцев) — стаття Володимира Путіна, опублікована 12 липня 2021 року на сайті Президента РФ під час підготовки Росії до вторгнення в Україну; була оприлюднена російською та українською мовами. У статті Путін аналізує відносини України та Росії, викладає своє бачення історії обох народів і захищає концепцію загальноросійської ідеї, ставлячи під сумнів існування українців як окремої нації. 

## Зміст статті
У статті Путін стверджує, що росіяни, українці та білоруси є одним народом, нащадками Київської Русі, об’єднаними спільною історією, мовою та культурою. Він описує формування української національної ідентичності як результат зовнішніх впливів, зокрема з боку Заходу, і подає її як антиросійський проєкт. Українську державність він вважає штучною конструкцією, створеною радянською владою шляхом передачі «історично російських» земель. Путін критикує сучасну Україну за втрату суверенітету, орієнтацію на НАТО та зрив Мінських домовленостей, і стверджує, що Росія була готова до мирного співіснування, але змушена була реагувати на «втручання» у справи Донбасу. Загалом, стаття є ідеологічним обґрунтуванням претензій на території України та запереченням її права на незалежне існування.
Основні тези:
- Єдність трьох народів: росіяни, українці та білоруси — один народ, спадкоємці Київської Русі та єдиного культурного й духовного простору
- Маніпуляції та конфлікти: протягом історії зовнішні сили прагнули розділити ці народи і створити український націоналізм як антиросійський проект
- Україна як штучна держава: за Путіним, сучасна українська держава виникла за часів більшовиків шляхом складання УСРР із регіонів, значною мірою «вкрадених» у «історичної Росії» за вказівками Леніна та Сталіна
- Національна ідентичність: затверджується, що український націоналізм — це фашизм, підтримуваний заходом, а Україна в НАТО після Майдану втрачає статус справжньої держави
- Умови співіснування: Росія нібито була готова мирно співіснувати з незалежною Україною після 1991 року, але відмова Києва співпрацювати призвела до кризи й війни на Донбасі
- Мінські угоди та Донбас: Україна знехтувала Мінськими домовленостями, показала, що Донбас їй начебто «не потрібен» — аргумент, що виправдовує російську позицію

## Оцінки

### Інституції
У липні 2021 року Український науковий інститут Гарвардського університету (HURI) охарактеризував статтю Путіна як ідеологічний текст, що ігнорує сучасні наукові підходи та відтворює радянські імперські наративи. У своїй публікації HURI зазначив, що реакція на статтю «варіюється від стурбованості до відрази» (“range from concern to repulsion”) і що текст слугує політичним інструментом для заперечення української суб’єктності та потенційного виправдання війни.
Український інститут національної пам'яті охарактеризував текст Путіна як переповнений старими тезами антиукраїнської пропаганди — про «споконвічну єдність росіян, українців і білорусів», про «неспроможність» України без союзу з Росією. Ці ідеї не нові й досі ретранслюються тими, хто має низький рівень соціальної та політичної відповідальності. Інститут звернув увагу на те, що в Росії систематично порушуються права автохтонних народів — знищуються їхня мова, культура, політичні свободи, навіть щодо окремих активістів чиниться тиск. УІНП вважає, що труд автора статті — це приклад історичного маніпулювання, спрямованого на заперечення права українців на самовизначення.
Наступного дня після публікації статті президент України Володимир Зеленський на прохання прокоментувати її відповів, що повністю з нею ознайомитися не встиг у зв'язку із зайнятістю. Зеленський поскаржився на те, що Путін знайшов час на роботу над статтею, але не знайшов його на те, щоб зустрітися з ним, і заявив, що теза Путіна про «братні народи» нагадує йому історію Каїна і Авеля.
28 липня у відеозверненні до українців з нагоди Хрещення Русі, Зеленський заявив, що «великий київський князь Володимир охрестив Київську Русь — Україну. Це не частина нашої історії, це і є наша історія. Нам не потрібно доводити це історичними трактатами, роботами, статтями». На думку Зеленського, Київська Русь є матір'ю історії лише України і Криму: «24 області України і півострів Крим — її рідні діти, і вони по праву її спадкоємці. А двоюрідним племінникам і дуже далеким родичам не потрібно зазіхати на її спадщину і намагатися довести свою причетність до історії тисячі років і тисячі подій, перебуваючи від місць, де вона сталася, за тисячі кілометрів».
Стаття, що розміщена на сайті «Atlantic Council» оцінює статтю Путіна як перелік міфів і теорій змови, які живлять одержимість Путіна Україною. Експерти окреслили текст як імперський і ревізіоністський, спрямований на легітимацію впливу на Україну й виправдання майбутньої агресії..

### Особи
Українські публіцист Віталій Портніков упевнений, що ми маємо справу зі справжньою позицією Путіна. З позицією, яку російський президент має намір захищати ‒ і за допомогою політичного та економічного тиску, і за допомогою сили..
Відомий історик Тімоті Снайдер вважає, що насправді ця стаття – це сценарій аншлюсу. Тобто його аргументація: "Ви думаєте, що ви держава? Ви насправді не держава. Давайте я вам розповім, які в нас є історичні зв'язки". Це насправді риторика 1938 року, це риторика Гітлера, з якою він анексував Австрію..
На думку Федора Лук'янова, головного редактора журналу «Росія в глобальній політиці», стаття Володимира Путіна — запрошення до «реального добросусідства» між Росією та іншими пострадянськими країнами, «визнання статус-кво на чітких умовах і попередження, що їх недотримання не залишиться без відповіді». Основним завданням для Росії в даний час стає «забезпечення того, щоб країни-сусіди не несли загрозу Росії або не стали інструментом сил, які несуть загрозу». Путін, звертаючись до спільного минулого, не закликає до возз'єднання «Триєдиного російського народу», а формулює умови, за яких його частини будуть благополучно розвиватися в рамках власних державностей. Умова одна: неспрямованість відповідної державності проти РФ: «ми ніколи не допустимо, щоб наші історичні території і близьких для нас людей, які мешкають там, використовували проти Росії. А тим, хто вдасться до такої спроби, хочу сказати, що в такий спосіб вони зруйнують свою країну».
Політолог Костянтин Калачов вважає, що стаття розрахована на внутрішню аудиторію, частково на жителів ДНР і ЛНР, які голосуватимуть на російських виборах, і навряд чи буде оцінена громадянами України. Автор вважає, що стаття відображає світогляд Путіна, що склався ще в молодості.
Політолог Аббас Галлямов вважає, що подібна увага президента Росії до сусідніх країн може привести до посилення в масовій свідомості росіян відчуття того, що його турботи не мають ніякого відношення до турбот громадян своєї країни. «Обов'язково виникне питання про те, чому президент пише статті про Україну і не пише їх про проблему зростаючих цін, деградуючої охорони здоров'я, зростаючого соціального розшарування і т. д.» — вважає політолог.
У серпні 2021 року аналітик Андреас Умланд у дослідженні Центру досліджень Східної Європи при Університеті Цюриха (ETH Zurich) зазначив, що стаття Путіна поєднує елементи націоналізму, імперіалізму та авторитаризму. За його оцінкою, текст «не є академічним чи культурним аналізом, а радше політико-ідеологічною конструкцією, що слугує для виправдання геополітичної експансії Кремля».
Реакція інших українських суспільних та політичних діячів.

### Іноземна преса
Журналіст «The Wall Street Journal» розцінив статтю як спробу Путіна м’яко «приєднати» Україну, оскільки аншлюс наразі неможливий.
Журналіст «Frankfurter Allgemeine Zeitung» назвав статтю Путіна показовою через низку тенденційних зображень історичних подій та напівправдивих тверджень.
У «Polskie Radio» вийшла стаття під заголовком «Історик про статтю Путіна: суміш великодержавного погромництва та радянської пропаганди». Історик з Вільного університету Берліна Олександр Гогун звернув увагу на історичні конструкції, що є спекуляцією, та на наявність у тексті прихованих загроз.
Журналіст «Tygodnik TVP» оцінив звернення Путіна до українців як зверхнє, з позиції звернення до «бідних родичів», що не сприяє примиренню сторін.
Журналіст «El Pais» охарактеризував зміст статті як одержимість Путіна Україною та відсутність поваги до української держави.
Журналіст «Washington Examiner» оцінив статтю як передвісник подальшої військової ескалації Росії проти України.
Журналіст «Project Syndicate» оцінив статтю як заперечення права України на незалежність і ознаку готовності Путіна до війни.
Журналіст агентства «Jiji Press» оцінив статтю Путіна як спробу прикритися «мантією діалогу» та розколоти Україну.
Сербський журналіст газети «Печат» Джуро Білбія вважає статтю Путіна історичним маніфестом Росії, який за значущістю можна порівняти зі знаменитою промовою Путіна в Мюнхені 2007 року.

## Похідні документи та події

### До початку повномасштабного вторгнення
Кілька днів по тому на вебсайті Кремля було опубліковано інтерв'ю з Путіним щодо цієї статті в якій Путін розширює і доповнює свої основні тези із статті.
В жовтні 2021 Дмитро Медведєв, заступник голови Ради безпеки Росії, також опублікував статтю про Україну в російській щоденній газеті «Коммерсант». У ній він погоджується з есе Путіна та заявляє, що переговорів з Україною не буде, доки не буде змінено український уряд. Стаття, схвалена Кремлем, була розкритикована за свій образливий та антисемітський тон.
У лютому 2022 Владислав Сурков, особистий радник (2013–2020) Путіна та ідеолог проєкту «Новоросія», також опублікував статтю щодо України та інших колишніх територій СРСР на вебсайті «Актуальні коментарі». У статті він ставить під сумнів легітимність західного кордону Росії (включаючи кордони з Україною та країнами Балтії), стверджуючи, що він виник із Брест-Литовського договору, і стверджує, що Росія повинна скасувати «похабний мир», який обмежує її кордонами.
У промові 21 лютого 2022 року, після розгортання російських військ на території ОРДЛО, Путін заявив, що «сучасна Україна була повністю створена більшовицькою, комуністичною Росією»..

### Після початку повномасштабного вторгнення

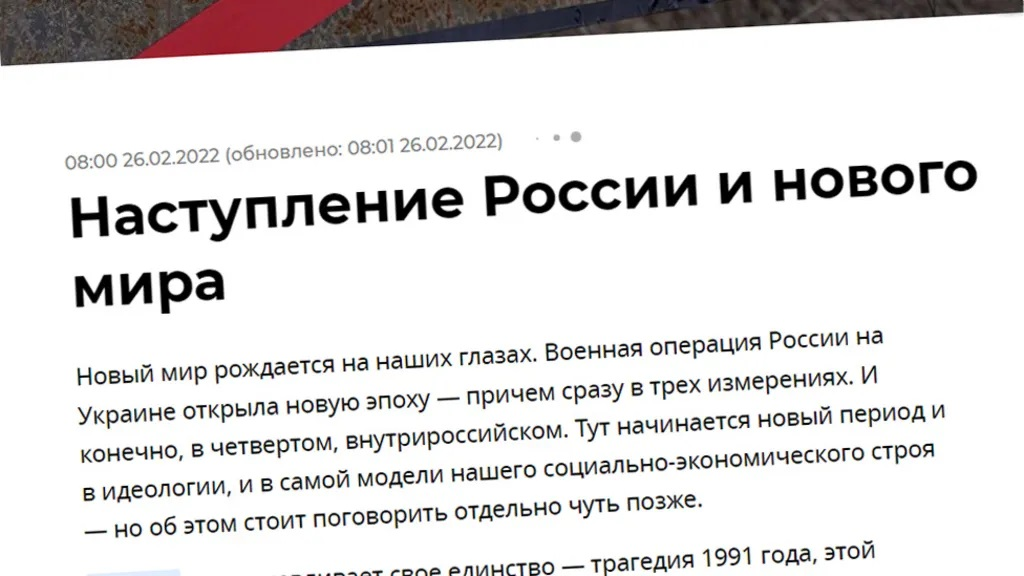
Заголовок статті Наступ Росії та нового світу на сайті РІА "Новості"

Стаття Петра Акопова «Наступ Росії та нового світу» була коротко опублікована на кількох російських державних новинних сайтах 26 лютого 2022 року, через два дні після повномаштабного вторгнення, але невдовзі була видалена. Її первісна публікація на «РИА Новости» рівно о 8:00 ранку свідчить про те, що вона могла бути автоматично опублікована помилково. У статті прославляється обставина, що «Росія відновлює свою історичну повноту, збираючи російський світ, російський народ разом — у всій його сукупності великоросів, білорусів та малоросів» та історична відповідальність Володимира Путіна за «вирішення українського питання».
Те саме державне «РИА Новости» опублікувало ще одну статтю у квітні 2022 року автора Тімофєя Сергєйцева під назвою «Що Росії слід робити з Україною» у статті відкрито звинувачували всю українську націю записували у нацистів, яких потрібно знищити, а в деяких випадках і перевихувати.
29 березня 2022 року «Російська газета», офіційний урядовий вісник російського уряду, опублікувала статтю, в якій стверджується, що європейські еліти підтримують українських нацистів через своє обурення поразкою у Другій світовій війні. У статті цитується український священик Василь Зеньковський: «Україна має стати частиною Росії, навіть якщо українці проти цього».

## Різне

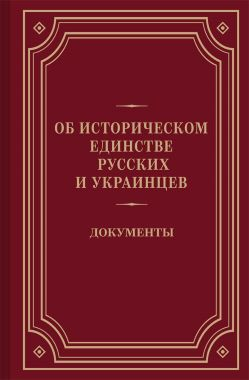
Обкладинка брошури Про історичну єдність росіян та українців (2021)

- Стаття Путіна була включена до переліку обов’язкових для занятть із військовими з військово-політичної підготовки.[джерело?]
- У 2021 році статтю видали окремою брошурою без зазначення автора,[48] попри те, що її оприлюднено на сайті Президента РФ.
- Історична аргументація Путіна — зокрема апеляція до Київської Русі — водночас претендує на єдність, але слугує ідеологічним підґрунтям для заперечення української ідентичності та державності.[джерело?]
- Після публікації текст Путіна став об’єктом сатиричних мемів: критики зобразили його як нескінченну «історичну лекцію» ("Let me give you a quick history lesson…", з мемом, де Карлсон просить «Help me»), що підкреслює фарсову природу цієї ідеологічної конструкції[49][50].

## Першоджерело
- Стаття Володимира Путіна «Про історичну єдність росіян та українців». Официальный сайт Президента Российской Федерации (укр.). 12 липня 2021.